# RADIO ONSEN EUTOPIA
「RADIO ONSEN EUTOPIA」（らじお おんせん ゆーとぴあ）は、やくしまるえつこのスタジオ・アルバム。2013年4月10日にみらいレコーズから発売された。

## 概要
2012年12月25日にNHK-FMで放送された、ラジオ特番「やくしまるえつこ"みんなのクリスマスセッション"」で披露されたスペシャルセッション音源に加え、未放送スペシャルセッションも収録したアルバム。
セッションにはやくしまるえつこ(Vo, dimtakt)、大友良英・木暮晋也・永井聖一・NARASAKI（Gt）、吉田匡（Ba)、山口元輝・itoken(Dr, Per)、高良久美子(Vibraphone, etc.)、宮地夏海(flute)、エマーソン北村(Key)が参加。レコーディングとミックスはzAkが担当。
このアルバムのトレイラー映像と「ロンリープラネット」のMVとスペシャルWEB CMが、それぞれ2013年3月29日・4月8日・4月9日にみらいレコーズのYouTubeチャンネルで公開された。
「特別限定盤」と「通常盤」の2形態で発売された。特別限定盤は一辺およそ24.5センチにも及ぶ巨大な三角の箱で、やくしまるによるラジオ番組風の音源を収めたカセットテープ「幻のエアチェックテープ」が付属し、同音源データのダウンロードコードも封入。
また、法人別先着購入特典も「特別限定盤」と「通常盤」とでは異なり、それぞれ『やくしまるえつこイラスト カセットテープ用インデックスシール』、『やくしまるえつこイラスト超巨大石版ステッカー』。
約3ヶ月後に発売された、相対性理論のスタジオ・アルバム「TOWN AGE」との連動企画が開催された。

## 収録曲

### CD
| #         | タイトル                 | 作詞                  | 作曲                  | 時間  |
| --------- | ------------------------ | --------------------- | --------------------- | ----- |
| 1.        | 「ノルニル」             | ティカ・α（注記以外） | ティカ・α（注記以外） | 7:07  |
| 2.        | 「恋するニワトリ」       | 谷山浩子              | 谷山浩子              | 2:13  |
| 3.        | 「ヴィーナスとジーザス」 | ティカ・α（注記以外） | ティカ・α（注記以外） | 3:12  |
| 4.        | 「COSMOS vs ALIEN」      | ティカ・α（注記以外） | ティカ・α（注記以外） | 4:49  |
| 5.        | 「北風小僧の寒太郎」     | 井出隆夫              | 福田和禾子            | 4:36  |
| 6.        | 「ヤミヤミ」             | ティカ・α（注記以外） | ティカ・α（注記以外） | 3:58  |
| 7.        | 「少年よ我に帰れ」       | ティカ・α（注記以外） | ティカ・α（注記以外） | 6:26  |
| 8.        | 「キャベツUFO」          | 工藤順子              | 工藤順子              | 2:58  |
| 9.        | 「ラジャ・マハラジャー」 | 福田三月子            | 吉川洋一郎            | 1:54  |
| 10.       | 「ときめきハッカー」     | ティカ・α（注記以外） | ティカ・α（注記以外） | 5:53  |
| 11.       | 「メトロポリタン美術館」 | 大貫妙子              | 大貫妙子              | 2:18  |
| 12.       | 「ロンリープラネット」   | ティカ・α（注記以外） | ティカ・α（注記以外） | 9:37  |
| 合計時間: | 合計時間:                | 合計時間:             | 合計時間:             | 55:05 |

## カセットテープ(特別限定盤のみ)
「幻のエアチェックテープ」
ラジオ番組風の音源収録

## 演奏
- やくしまるえつこ
  - Vocal
  - dimtakt (#4.10)
  - EOG (#10)
- 大友良英：Guitar (#5.6.12)
- 木暮晋也：Guitar (#1.3.7.12)
- 永井聖一：Guitar (#1.2.3.4.6.7.9.10.11.12)
- NARASAKI：Guitar (#4.10)
- 吉田匡：Bass (#1.2.3.4.6.7.9.10.11.12)
- 山口元輝
  - Drums (#1.2.3.4.6.7.9.10.11.12)
  - Percussion (#1.2.3.4.6.7.10.11.12)
- itoken：Drums, Percussion (#1.4.6.12)
- 高良久美子
  - Vibraphone, etc (#1.6.7.8.11.12)
  - Glockenspiel, etc (#2.3)
- 宮地夏海：Flute (#1.2.3.6.7)
- エマーソン北村：Keyboard (#1.4.6.10.11.12)